# Gradski stadion Lowetsch
Das Gradski stadion (bulgarisch Градски стадион (Ловеч); wörtlich: Stadt-Stadion Lowetsch) oder Stadion Lowetsch (bulgarisch Стадион „Ловеч“) ist ein Fußballstadion in Lowetsch, Bulgarien und Heimstätte des Fußballclubs Litex Lowetsch.
Das Stadion hat 7.050 Plätze und ist 105 m lang und 68 m breit, mit Flutlichtanlage und entspricht den UEFA-Bestimmungen für die Veranstaltung von Fußballspielen auf europäischer Ebene.